# Graciela Hammer, incendiaria
Graciela Hammer, incendiaria es el octavo capítulo de la primera temporada de la serie de televisión argentina Mujeres asesinas. Este episodio se estrenó el día 6 de septiembre de 2005.
En el libro de Mujeres asesinas, este capítulo recibe el nombre de Graciela Hammer, incendiaria, al igual que en el capítulo de televisión.
Este episodio fue protagonizado por Mercedes Morán en el papel de asesina. Coprotagonizado por Carlos Santamaría y Andrea Pietra. También, contó con las actuaciones especiales de Ricardo Díaz Mourelle y la primera actriz Virginia Lago. Y las participaciones de Jorge Román y Alejandro Angelini.

## Desarrollo

### Trama
Alberto (Carlos Santamaría) es un hombre que está casado con una mujer llamada Norma (Andrea Pietra) y con ella comparten la felicidad de ser padres. Un día son invitados a comer a la casa de un amigo; este último también está casado, nada más ni nada menos que con Graciela Hammer (Mercedes Morán). Esta comienza a seducir a Alberto, y éste no puede evitar ser encantado. Desde entonces entre ellos comienza a haber una relación: se ven a escondidas, pero luego ella lo convence de irse a vivir juntos y él no lo duda. En un principio todo parece estar muy bien, pero al poco tiempo empiezan a llevarse muy mal. Ella entonces le hace firmar un seguro de vida por si llega a morir, así y quedarse con todo el dinero: cien mil pesos. Igualmente las cosas están cada vez peor y él quiere volver con su exmujer. Al poco tiempo, es encontrado totalmente carbonizado en la parte de atrás de su auto, y declaran como primera sospechosa y luego culpable a Graciela. Asimismo, sospechan de más personas involucradas, porque no se entiende cómo pudo haber llevado el cuerpo al auto, con la delgadez que la caracteriza. Ella jamás confesó haberlo hecho.

### Condena
Graciela Hammer fue condenada a prisión perpetua por homicidio calificado agravado por el vínculo, con alevosía y con concurso premeditado de dos o más personas. Ella nunca declaró, ni tampoco se encontró al supuesto cómplice.

## Elenco
- Mercedes Morán
- Virginia Lago
- Carlos Santamaría
- Andrea Pietra
- Ricardo Díaz Mourelle
- Jorge Román
- Alejandro Angelini

## Adaptaciones
- Mujeres asesinas (Colombia): Graciela, la incendiaria - Carolina Gómez
- Mujeres asesinas (Ecuador): Graciela, incendiaria - Adina Bustamante